# Liste der Baudenkmäler in Riekofen
Auf dieser Seite sind die Baudenkmäler in der Oberpfälzer Gemeinde Riekofen zusammengestellt. Diese Tabelle ist eine Teilliste der Liste der Baudenkmäler in Bayern. Grundlage ist die Bayerische Denkmalliste, die auf Basis des Bayerischen Denkmalschutzgesetzes vom 1. Oktober 1973 erstmals erstellt wurde und seither durch das Bayerische Landesamt für Denkmalpflege geführt wird. Die folgenden Angaben ersetzen nicht die rechtsverbindliche Auskunft der Denkmalschutzbehörde.

## Baudenkmäler nach Ortsteilen

### Riekofen
| Lage                        | Objekt                                                       | Beschreibung | Akten-Nr.    | Bild                                    |
| --------------------------- | ------------------------------------------------------------ | --- | ------------ | --------------------------------------- |
| Am Furth (Standort)         | Kapelle St. Anna                                             | Achteckbau mit verschindeltem Zeltdach, Vorzeichen mit Ädikula und Pilastergliederung, 17. Jahrhundert, Umbau 1831; mit Ausstattung | D-3-75-191-4 | Kapelle St. Anna                        |
| Hofmarkstraße (Standort)    | Dorfkapelle Christus an der Geißelsäule                      | giebelständiger Walmdachbau mit Schweifgiebel und Pilastergliederung, 17./18. Jahrhundert; mit Ausstattung | D-3-75-191-2 | Dorfkapelle Christus an der Geißelsäule |
| Limpeckstraße 22 (Standort) | Wegkapelle St. Maria                                         | giebelständiger Satteldachbau, 1869 | D-3-75-191-1 | Wegkapelle St. Maria                    |
| Pfarrgasse 2 (Standort)     | Kath. Pfarrkirche St. Johann Baptist und Johannes Evangelist | Saalbau mit eingezogenem Chor, Flankenturm mit Zwiebelhaube und Pilastergliederung, im Kern 14. Jahrhundert, Langhaus und Turmaufbau 18. Jahrhundert, 1897 erweitert, 1869 neugotischer Kapellenanbau, jetzt Sakristei; mit Ausstattung; Friedhofsmauer, 18./19. Jahrhundert | D-3-75-191-5 | weitere Bilder                          |
| Schloßweg 7 (Standort)      | Ehemaliger Zehentstadel des abgegangenen Schlosses           | dreigeschossiger und gegliederter Walmdachbau mit Putzgliederungen, 17./18. Jahrhundert | D-3-75-191-3 | BW                                      |

### Amhof
| Lage                      | Objekt    | Beschreibung | Akten-Nr.     | Bild |
| ------------------------- | --------- | --- | ------------- | ---- |
| Amhof 1 (Standort)        | Gut Amhof | Wohnhaus, zweigeschossiger und traufständiger Steildachbau, 17. /18. Jahrhundert, mit neugotischem Eckerker, Ende 19. Jahrhundert; Nebengebäude, eingeschossiger Mansarddachbau mit Schweifgiebeln, Neurenaissance, Ende 19. Jahrhundert | D-3-75-191-6  | BW   |
| Pfatterbreiten (Standort) | Wegkreuz  | Dreinageltypus mit Maria auf ionischer Säule, Gusseisen, letztes Viertel 19. Jahrhundert | D-3-75-191-16 | BW   |

### Hartham
| Lage               | Objekt                   | Beschreibung                                                                                    | Akten-Nr.    | Bild                     |
| ------------------ | ------------------------ | ----------------------------------------------------------------------------------------------- | ------------ | ------------------------ |
| Hartham (Standort) | Kath. Kapelle St. Sixtus | Saalbau mit abgewalmtem Satteldach und Westturm, gotisch, Turm bezeichnet 1868, mit Ausstattung | D-3-75-191-7 | Kath. Kapelle St. Sixtus |

### Oberehring
| Lage                     | Objekt                         | Beschreibung | Akten-Nr.    | Bild                           |
| ------------------------ | ------------------------------ | --- | ------------ | ------------------------------ |
| Oberehring 10 (Standort) | Kath. Filialkirche St. Stephan | Saalbau mit abgewalmtem Satteldach und Flankenturm mit Haubendach, im Kern 12./13. Jahrhundert, Umbauten 15. Jahrhundert, Langhaus 1650 erneuert | D-3-75-191-9 | Kath. Filialkirche St. Stephan |

### Taimering
| Lage                    | Objekt                           | Beschreibung | Akten-Nr.     | Bild           |
| ----------------------- | -------------------------------- | --- | ------------- | -------------- |
| Bachstraße 4 (Standort) | Kath. Filialkirche St. Margareta | Saalbau mit eingezogenem Chor, Flankenturm mit Satteldach, neuromanisch, 1884, Turm um 1600, im Kern spätromanisch: mit Ausstattung; Leichenhaus, Walmdachbau mit Tordurchgang und Apsis, 2. Hälfte 19. Jahrhundert; Friedhofsmauer, Bruchstein, 16./17. Jahrhundert, zum Teil auf alten Fundamenten erneuert | D-3-75-191-14 | weitere Bilder |
| Beckgasse 2 (Standort)  | Hofkapelle                       | im Erdgeschoss des Wirtschaftsgebäudes mit Portalrahmung, um 1900 | D-3-75-191-12 | weitere Bilder |
| Hauptstraße (Standort)  | Kapelle                          | Satteldachbau mit eingezogener Apsis und Vorschussgiebel, 1898 | D-3-75-191-15 | Kapelle        |
| In der Etz 5 (Standort) | Hofkapelle                       | giebelständiger Satteldachbau mit Giebeldreieck, 19. Jahrhundert | D-3-75-191-11 | BW             |

## Ehemalige Baudenkmäler
In diesem Abschnitt sind Objekte aufgeführt, die früher einmal in der Denkmalliste eingetragen waren, jetzt aber nicht mehr. Objekte, die in anderem Zusammenhang also z. B. als Teil eines Baudenkmals weiter eingetragen sind, sollen hier nicht aufgeführt werden. Aktennummern in diesem Abschnitt sind ehemalige, jetzt nicht mehr gültige Aktennummern.

| Lage                              | Objekt                | Beschreibung | Akten-Nr.     | Bild                  |
| --------------------------------- | --------------------- | --- | ------------- | --------------------- |
| Taimering Bachstraße 3 (Standort) | Ehemaliges Bauernhaus | eingeschossiger Frackdachbau mit Krüppelwalm, verputztem Blockbau-Obergeschoss und Seitenschrot, 1. Hälfte 18. Jahrhundert | D-3-75-191-13 | Ehemaliges Bauernhaus |

## Abgegangene Baudenkmäler
In diesem Abschnitt sind Objekte aufgeführt, die früher einmal in der Denkmalliste eingetragen waren, jetzt aber nicht mehr existieren, z. B. weil sie abgebrochen wurden. Aktennummern in diesem Abschnitt sind ehemalige, jetzt nicht mehr gültige Aktennummern.

| Lage                         | Objekt                     | Beschreibung                                                                | Akten-Nr.    | Bild |
| ---------------------------- | -------------------------- | --------------------------------------------------------------------------- | ------------ | ---- |
| Hartham Hartham 1 (Standort) | Stallgebäude des Gutshofes | traufständiger Frackdachbau mit Dachüberstand und böhmischen Gewölben, 1852 | D-3-75-191-8 | BW   |